# Guatlla pintada hotentot
La guatlla pintada hotentot (Turnix hottentottus) és una espècie d'ocell de la família dels turnícids (Turnicidae) que habita les praderies del sud de Sud-àfrica.